# エリザベス・オブ・ランカスター

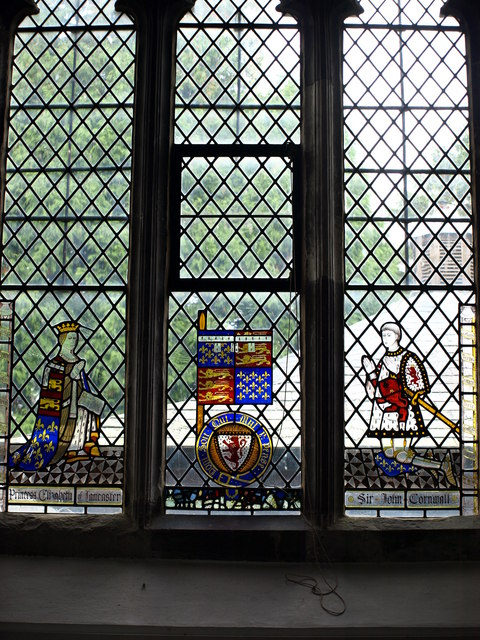
エリザベス・オブ・ランカスターと3番目の夫サー・ジョン・コーンウォール（アンプティルのセント・アンドリュー教会のステンドグラス）

エリザベス・オブ・ランカスター（Elizabeth of Lancaster, 1363年2月21日以前 - 1426年11月24日）は、ランカスター公ジョン・オブ・ゴーントとその最初の妃ブランシュ・オブ・ランカスターの第3子、次女。1378年にガーター騎士団女性団員に叙された。

## 生涯
エリザベスは1363年1月1日以降、1363年2月21日より前にシュロップシャーのバーフォードで生まれたとされている。幼少期は、後に父の3番目の妃となるキャサリン・スウィンフォードのもと、父の王室で育てられた。エリザベスはまじめな姉フィリッパに比べ、頑固で活発な若い女性に育った。

## 結婚

### 最初の結婚
エリザベスは1380年6月24日、ケニルワース城において第3代ペンブルック伯ジョン・ヘイスティングスと結婚した。エリザベスは17歳、新郎はわずか8歳であった。エリザベスはペンブルック伯夫人という地位にふさわしい邸宅に移った。しかし、その6年後にエリザベスとペンブルック伯の結婚は無効とされた。

### 2度目の結婚
エリザベスは23歳になる頃には、14歳の夫にうんざりしていた。また、従兄弟リチャード2世の異父兄で陰謀家として知られるジョン・ホランドに誘惑され、子を身ごもったとも言われている。このため、父ジョン・オブ・ゴーントは結婚を無効にせざるを得なくなり、1386年6月24日、エリザベスはプリマスにおいてホランドと急いで結婚した。父はエリザベスに寛大に接し、ホランドの魅力から新しい婿を優遇した。

### 3度目の結婚
エクセター公であったホランドは、1400年に公現祭の反乱（エピファニー蜂起）において、エリザベスの弟で、リチャード2世から王位を奪いイングランド王となっていたヘンリー4世に対して陰謀を企てたため処刑された。同年、エリザベスは初代ファンホープおよびミルブルック男爵サー・ジョン・コーンウォールと結婚した。サー・ジョンがエリザベスとの結婚の許可をヘンリー4世から得なかったため、サー・ジョンとの結婚はスキャンダルを引き起こした。この結果、サー・ジョンは逮捕された。しかし、結婚生活は幸福で愛情に満ちたものであったと言われており、2人はコンスタンスとジョンという2人の子供をもうけた。
エリザベスは1426年に亡くなり、シュロップシャーのバーフォードにあるセント・メアリー教会に埋葬された。

## 子女
エリザベスと2番目の夫ジョン・ホランドとの間には以下の子女が生まれた。
- リチャード（1400年9月3日没）[6] - 第2代ハンティンドン伯。長男で相続人であったが、父の死から7か月後に死去した。
- コンスタンス（1387年 - 1437年） - 第4代ノーフォーク伯トマス・モウブレーと結婚、後にサー・ジョン・グレイと結婚し、子女をもうけた。
- エリザベス（1389年頃 - 1449年11月18日） - サー・ロジャー・ファインズと結婚し、子女をもうけた。
- アリス（1392年頃 - 1406年頃） - 第11代オックスフォード伯リチャード・ド・ヴィアーと結婚したが、子女は生まれなかった。
- ジョン（1395年 - 1447年）[6] - 第2代エクセター公
- エドワード（1399年 - 1413年） - 子女なし

エリザベスと3番目の夫である初代ファンホープおよびミルブルック男爵サー・ジョン・コーンウォールとの間には以下の子女が生まれた。
- コンスタンス（1401年頃 - 1427年頃） - 第7代アランデル伯ジョン・フィッツアランと結婚したが、子女は生まれなかった。
- ジョン（1404年頃 - 1422年5月2日） - 17歳の時に、モー包囲戦において父の目の前で頭を砲弾に打たれて戦死した[7]。子女なし。